# Musée-bibliothèque François Pétrarque
 (décembre 2022).
Si vous disposez d'ouvrages ou d'articles de référence ou si vous connaissez des sites web de qualité traitant du thème abordé ici, merci de compléter l'article en donnant les références utiles à sa vérifiabilité et en les liant à la section « Notes et références ».
Le musée-bibliothèque François Pétrarque, à Fontaine-de-Vaucluse, est essentiellement consacré à l’œuvre des poètes François Pétrarque (1304-1374) et René Char (1907-1988).
Fondé en 1927 sur la rive gauche de la Sorgue, il est situé à l’emplacement supposé de la maison du poète au XIVe siècle.

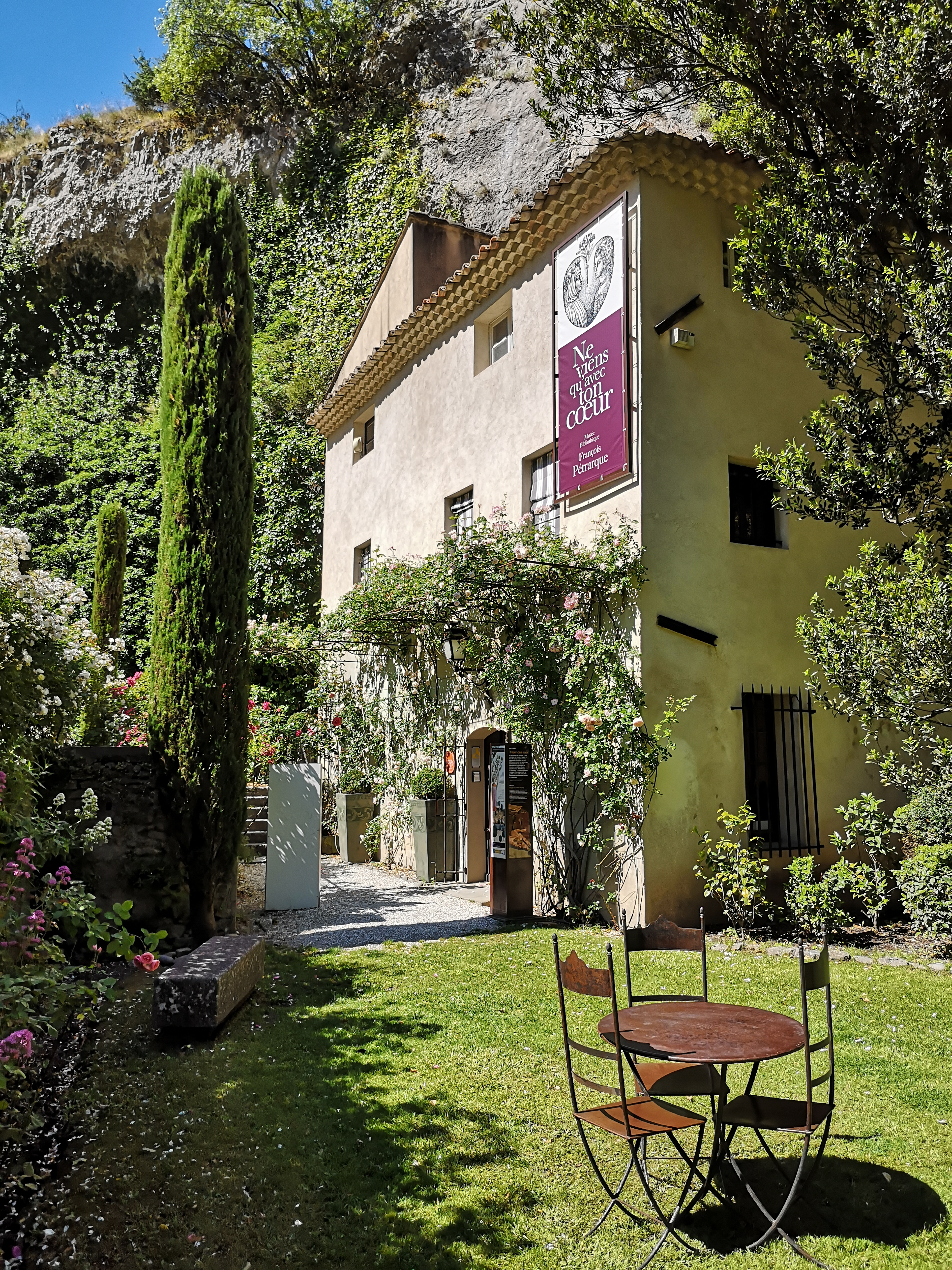

Le Musée-bibliothèque François Pétrarque est distingué par l’appellation « Musée de France », bénéficiaire du label Maisons des Illustres et membre de la Fédération des Maisons d’écrivains et des Patrimoines littéraires. Il appartient également aux réseaux VaucluseMusée du Département de Vaucluse.

## Histoire du musée
En 1313, François Pétrarque, alors âgé de 9 ans, visite pour la première fois Vaucluse. Il déclare, de longues années plus tard : « Arrivé à la source, je m’en souviens comme si c’était aujourd’hui, je me dis, au mieux de mes juvéniles émotions, voilà un site fait pour moi ». À l’âge adulte, il choisit de s’y installer durant une quinzaine d’années : « Aucun endroit ne convint mieux à me études. Enfant, j’ai visité Vaucluse ; jeune homme j’y revins et cette vallée charmante me réchauffa dans son sein exposé au soleil ; homme fait, j’ai passé doucement à Vaucluse mes meilleures années et les instants les plus heureux de ma vie. Vieillard, c’est à Vaucluse que je veux mourir dans vos bras », écrit-il.
Durant les siècles suivants, la vallée close devient lieu de pèlerinage sur les pas de Pétrarque : Honoré d’Urfé, Madeleine de Scudéry, Casanova, Mirabeau, Lamartine, Châteaubriand, George Sand ou Stendhal s’y rendirent pour découvrir la « maison du poète ».
En 1927, à l’occasion de la célébration des 600 ans de la rencontre entre Pétrarque et la belle Laure, le projet de musée est concrétisé. Une maison, située à la sortie d’un tunnel sur la rive gauche de la Sorgue devient le musée Pétrarque. Il est inauguré en 1928 sous le patronage de deux personnalités pétrarquiennes de premier plan : Pierre de Nolhac et Jeanne de Flandreysy.
Le musée Pétrarque devient un lieu de poésie seulement accessible aux amateurs. Il vivote sans grande ampleur durant de longues années jusqu’à ce que le Département de Vaucluse le rachète en 1968, en même temps qu’il se porte acquéreur de l’ensemble de la rive gauche de la Sorgue. La fin de l’activité industrielle papetière a en effet conduit à la désaffection du quartier du Martinet où se trouve l’établissement. Le quartier ouvrier est arasé et transformé en parc. Toutefois, malgré la nomination d’un Conservateur, André Dumoulin, le musée Pétrarque demeure un lieu confidentiel.
Dans les années 1980, sous l’impulsion conjuguée de Jean Garcin, originaire de Fontaine-de-Vaucluse, alors Président du Conseil général, et du poète René Char, le musée devient Musée-bibliothèque François Pétrarque, lieu consacré à la littérature et à la poésie. Sous la direction d’Ève Duperray, conservateur en chef du patrimoine, une première exposition intitulée Lettera amorosa marque, en 1986, la réouverture au public de l’institution.
Depuis, le musée propose un parcours et des collections permanentes autour de François Pétrarque et de René Char mais aussi des expositions temporaires qui illustrent la perpétuation des liens entre le site de Fontaine-de-Vaucluse et les arts.

## Collections

Franciscus Petrarcha Florentinus

Le fonds initial des collections provient de l’université d’Aix-en-Provence et a été versé lors de la création du musée en 1927. Il s’agit de gravures, d’éditions anciennes et d’incunables. Il a été enrichi au fil des années par de nombreux ouvrages, estampes, dessins et peintures sur les thèmes de Pétrarque, de Laure et de la fontaine de Vaucluse.
En raison du fort lien entre le Musée-bibliothèque François-Pétrarque et René Char, un fonds d’éditions originales et d’œuvres liées aux « alliés substantiels » du poète a également intégré les collections. Parmi ces artistes, se trouvent : Georges Braque, Alberto Giacometti, Arpad Szenes, Maria Helena Vieira Da Silva, Joan Miró, Zao Wou-Ki, Pablo Picasso, Wifredo Lam ou Joseph Sima.

## Cheminement muséographique

### Le jardin
La visite du Musée-bibliothèque François-Pétrarque débute dans le jardin où est planté un laurier noble centenaire. Cet arbre, consacré à Apollon et dont les feuilles couronnent la tête des poètes, est intimement lié à Pétrarque qui joua de son symbolisme et de son nom avec celui de sa bien-aimée Laure. Une plaque mémorielle, apposée contre la falaise, commémore l’inauguration du musée en 1928.

### Le rez-de-chaussée
Le rez-de-chaussée est entièrement consacré au lien entre René Char et les artistes modernes avec lesquels il a entretenu des relations créatives et poétiques, ses « alliés substantiels ». On y découvre des tirages de tête richement illustrés, des manuscrits de René Char, ainsi que des créations plastiques - galets et planchettes - qu’il ornait pour y inscrire des aphorismes. Quelques photographies complètent le parcours muséographique.

### Le premier étage

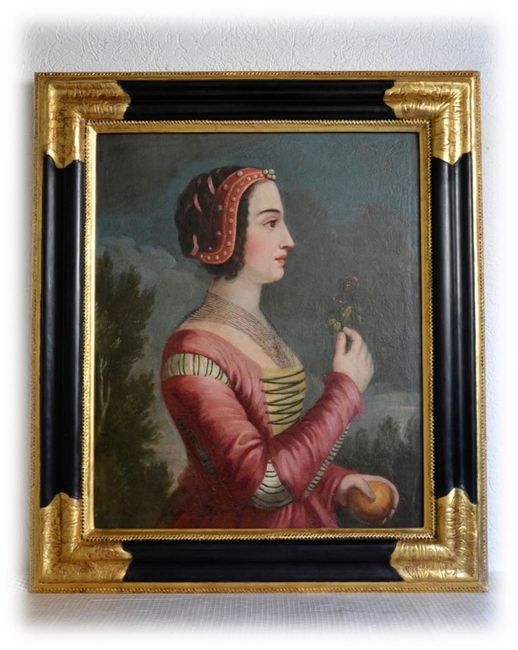
Laure

Le premier étage, témoigne de la postérité de l’œuvre de Pétrarque à travers une galerie de portraits du poète et de sa muse, Laure. Parfois, seuls les attributs – capuchon et couronne de laurier pour lui, coiffe et fleur pour elle – permettent de les identifier. Les éditions anciennes de l’œuvre de Pétrarque, en italien, en latin, ainsi que leurs traductions, sont également exposées. On peut découvrir des éditions datant du XVe au XIXe siècle, du Canzoniere, des Trionfi, du Bucolicum carmen, du Secretum ou du De vita solitaria. Les collections présentent également les écrits de grands auteurs en lien avec Pétrarque et son œuvre, tels que Victor Hugo, Mirabeau, François-René de Chateaubriand ou le Marquis de Sade. Enfin, des vues réalistes ou fantasmées de Vaucluse et sa source signalent le site comme une étape incontournable pour ceux qui entreprennent un voyage en Provence.

### Le second étage
Le dernier étage du musée, situé sous les toits et d’où l’on a une vue unique sur la Sorgue est constitué de trois espaces. Le premier est consacré aux artistes hôtes du Musée-bibliothèque François Pétrarque depuis sa réouverture en 1986 : Claudine Aspar, Carole Challeau, Jean-Paul Dumas-Grillet, Christine Ferrer, Sandra Martagex, Till Neu, Jean-Claude Rousseau.
Ensuite, le « trésor des eaux », trésor monétaire antique (Ier siècle av. J.-C. - Ve siècle après J.-C.) découvert dans le gouffre en 2003 révèle la permanence de la fascination du site et de sa résurgence.
Enfin, la bibliothèque du Musée-bibliothèque François-Pétrarque, accessible à la demande aux chercheurs et aux amateurs de poésie, offre un cadre proche du studiorum de Pétrarque pour travailler.

## Expositions temporaires
- René Char / Georges Braque : Lettera Amorosa, 1986
- René Char / Maria Helena Vieira da Silva : L'Inclémence Lointaine, 1987
- Marie-Madeleine, figure inspiratrice dans la Mystique, les Arts et les Lettres, 1988
- René Char / Wifredo Lam, Contre une maison sèche, 1989
- Le Cœur aimant, 1996
- La Sorgue baroque, 1998
- D'amour et de mort, œuvres de Sandra Martagex, 2001
- Le Triomphe de l’Amour : Eros en guerre, 2004
- Vallée close, œuvres de Christine Ferrer, 2021
- Femme paysage, œuvres de Claudine Aspar, 2022

## Publications
- Lettera amorosa : catalogue d’exposition / Dominique Jaquet, Fontaine-de-Vaucluse : Musée Pétrarque, 1986
- François Pétrarque 1304-1374, Fontaine-de-Vaucluse : Musée Pétrarque-Clepsydre, 1987
- L’Inclémence lointaine. Poèmes de René Char illustrés par Vieira da Silva : catalogue d’exposition / Dominique Jaquet, Fontaine-de-Vaucluse :     Musée Pétrarque, 1988
- Marie-Madeleine : catalogue d’exposition, Fontaine-de-Vaucluse : Musée Pétrarque, 1989
- Contre une maison sèche. René Char. Wifredo Lam : catalogue d’exposition, Fontaine-de-Vaucluse : Musée Pétrarque, 1989
- "Galeria"     d'une triade mythique : Pétrarque, Laure, Vaucluse, Fontaine-de-Vaucluse : Musée Pétrarque- Clepsydre, 1996
- L'Ascension du mont Ventoux / François Pétrarque, texte latin, traduction et commentaires de Paul Bachmann, postface d'Ève Duperray, dessins-esquisses de Till Neu, L'or des mots – 1, Fontaine-de-Vaucluse : Musée Pétrarque : Clepsydre, 1996
- Retour aux ondes thessaliques, Les voyageurs de Vaucluse / Marc Duperray, L'or des mots - 2, Fontaine-de-Vaucluse : Musée Pétrarque : Clepsydre, 1996
- Le Cœur aimant, L'or des mots - 3, Musée Pétrarque - Clepsydre, 1996
- L'Or des mots - Une lecture de Pétrarque et du mythe littéraire de Vaucluse des origines à l'orée du XXe siècle - Histoire du pétrarquisme en     France, Paris : Publications de la Sorbonne, 1997
- La Sorgue baroque, Description de la fameuse fontaine de Vaucluse en douze sonnets de Georges de Scudéry, préface d'Ève Duperray, photographies de Jean-Paul Dumas-Grillet, L'or des mots - 4, Fontaine-de-Vaucluse : Musée Pétrarque : Clepsydre, 1998
- Le Triomphe de la mort, traduit et versifié à la française par Simon Bourgouyn, présentation et postface d'Ève Duperray, peintures sur papier de Sandra Martagex, L'or des mots - 5, Fontaine-de-Vaucluse : Musée Pétrarque : Clepsydre, 2001
- Le Triomphe de l’amour – Eros en guerre. Une histoire amoureuse de l’Humanité, 2004
- La Postérité répond à Pétrarque : actes du colloque, Paris : Beauchesne, 2006
- René Char dans le miroir des eaux, actes de la journée d’étude du 15 septembre 2007 à Fontaine-de-Vaucluse, Paris : Beauchesne, 2008
- À la rencontre de François Pétrarque, le poète de la Sorgue, Brantes : éditions Toulourenc, 2009
- Vallée close, ouvrages de Christine Ferrer, texte d’Ève Duperray, L’or des mots-6, Fontaine-de-Vaucluse : Musée-bibliothèque François Pétrarque, Clepsydre, 2020
- Femme paysage, œuvres de Claudine Aspar, texte d’Ève Duperray, L’or des mots-7, Fontaine-de-Vaucluse : Musée-bibliothèque François Pétrarque, Clepsydre, 2022

## Activités du musée
Le Musée-bibliothèque François Pétrarque propose régulièrement des expositions temporaires, fruits de collaborations entre l’établissement et différents artistes et poètes. L’offre culturelle est complétée par l’animation de visites-guidées et d’ateliers à destination des différents publics (adultes, enfants, scolaires, etc.), ainsi que par la programmation de conférences, concerts, pièces de théâtre et lectures publiques.

## En savoir plus